# 辛格冰川
74°16′S 113°57′W / 74.267°S 113.950°W
辛格冰川（英語：Singer Glacier）是南極洲的冰川，位於瑪麗伯德地的沃爾格林海岸，最終注入多特森冰架，美國地質調查局根據測量和該國海軍的空中照片繪入地圖，現時由南極條約體系管理。